# Rzepnica
Rzepnica (kaszub. Rzepnica; niem. Sepnitz) – wieś kaszubska w Polsce na Pojezierzu Bytowskim położona w województwie pomorskim, w powiecie bytowskim, w gminie Bytów przy 228. Na terenie wsi znajduje się jezioro Rzepnica oraz wiele lasów. Wieś bezpośrednio przylega do Bytowa i stanowi już właściwie jego północno-wschodnie przedmieście.
Osada powstała w końcu XVI wieku jako owczarnia w dobrach książęcych Mądrzechowa. Z czasem rozrosła się do niewielkiej wsi. Na początku XX wieku przez Rzepnicę poprowadzono linię kolejową z Bytowa do Lęborka, co przyczyniło się do rozwoju osady. Z racji bliskości Bytowa w latach .70 i .80 Rzepnica stała się szybko rozwijającym się osiedlem podmiejskim.
W przeważającej części Rzepnica stanowi osiedle domków jednorodzinnych.